# Русское Сиренькино
Русское Сиренькино — деревня в Альметьевском районе, входящая в состав Сиренькинского сельского поселения.

## География
Находится в юго-восточной части Татарстана на расстоянии приблизительно 34 км по прямой на запад от районного центра города Альметьевск.

## История
Основано около 1744 года. До 1920-х годов название было Большой Сосновый Багряш. В 1888 году была построена Михайло-Архангельская церковь.

## Население
Постоянных жителей было: в 1782 году — 83, в 1795 — 97, в 1816—126, в 1834—174, в 1859—204, в 1870—230, в 1884—318, в 1897—409, в 1905—450, в 1912—544, в 1920—556, в 1926—347, в 1938—362, в 1949—293, в 1958—133, в 1970 — 51, в 1979 — 87, в 1989 — 83, в 2002 − 112 (чуваши 81 %), 105 в 2010.